# Hans Couzy
Henri Andre (Hans) Couzy ('s-Gravenhage, 23 september 1940 – aldaar, 10 maart 2019) was een Nederlandse generaal van de Landmacht. Hij leidde de grootste reorganisatie van de Koninklijke Landmacht uit de geschiedenis van de Nederlands krijgsmacht, namelijk de overgang naar een kleiner beroepsleger. Hij werd ook bekend door zijn betrokkenheid bij de Val van Srebrenica in 1995.

## Biografie
Couzy werd geboren in Den Haag als de zoon van generaal, en later VVD-Tweede Kamerlid, Jean Hubert Couzy. In 1957 begon hij als cadet der artillerie aan de Koninklijke Militaire Academie te Breda. Als luitenant en kapitein vervulde hij functies bij de 11e Afdeling Rijdende Artillerie en als instructeur bij het Opleidingscentrum.
In 1970 begon hij aan zijn studie Hogere Militaire Vorming aan de Hogere Krijgsschool te Den Haag. Na het behalen van het brevet Hogere Militaire Vorming in 1972 werd hij geplaatst bij het Eerste Legerkorps als hoofd van Afdeling Logistiek. In 1975 werd majoor Couzy geplaatst bij de Krijgsschool als docent van de Leergroep Logistiek. Na de overplaatsing volgde op 23 oktober 1978 de benoeming tot commandant van de 11de Afdeling Rijdende Artillerie. Van 1980 tot 1988 was Couzy als overste, later kolonel en brigadegeneraal, werkzaam als hoofd bij de afdelingen Operatiën en Plannen en als sous-chef Plannen.
In 1988 werd hij op voordracht van chef-Defensiestaf Peter Graaff Directeur Materieel bij de Landmachtstaf onder gelijktijdige bevordering tot generaal-majoor, waarna hij in 1990 werd benoemd tot plaatsvervangend bevelhebber der landstrijdkrachten. Op 10 september 1992 werd hij op voordracht van chef-Defensiestaf Arie van der Vlis luitenant-generaal en bevelhebber der Landstrijdkrachten (BLS). In juli 1996 ging Couzy met leeftijdsontslag, hij werd opgevolgd door luitenant-generaal der Genie Maarten Schouten. 
In 1996 publiceerde hij, in samenwerking met Rien Robijns, zijn memoires als BLS, onder de titel Mijn jaren als bevelhebber. Daarin geeft hij een persoonlijk verslag van de enorme veranderingen binnen de krijgsmacht en de opschorting van de dienstplicht. Hij bespreekt daarin ook kritisch de rollen van de diverse chefs van de Defensiestaf, staatssecretarissen en ministers van Defensie. Lovend is hij over chef-Defensiestaf Peter Graaff, niet erg onder de indruk van Govert Huijser, en kritisch over Arie van der Vlis, die hij beschrijft als een militair met een rechte rug, die met de opschorting van de dienstplicht het einde van de Landmacht zag naderen en daarom aftrad. Over minister Relus ter Beek is Couzy redelijk positief, omdat hij de minister meer realiteitsgevoel toedicht dan diens opvolger, Joris Voorhoeve. Het boek streeft naar een realistische weergave van een woelige periode in de geschiedenis van de Landmacht.
Als BLS voerde generaal Couzy een fitheidstest voor individuele militairen in, bestaande uit een coopertest, opdrukken en sit-ups. Die test werd bekend onder de naam "Couzy-test".

### Vakbonden
Couzy is gedurende zijn diensttijd een warm voorstander geweest van de militaire vakbonden.
Als majoor heeft Couzy de functie vervuld van voorzitter van de Nederlandse Officieren Vereniging, de vakbond voor (gewezen) officieren van de Nederlandse krijgsmacht. 
In oktober 2004 werd hij de eerste (en enige) voorzitter van de Federatie van Nederlandse Officieren. Op 21 juni 2012 trad Couzy terug als voorzitter; bij dezelfde gelegenheid ging de Federatie op in de Gezamenlijke OfficierenVerenigingen & Middelbaar en Hoger Burgerpersoneel bij Defensie (GOV|MHB), de koepel van alle verenigingen voor actief dienende officieren van de Nederlandse krijgsmacht.
Hans Couzy was gehuwd en had een dochter en een zoon.

## Srebrenica
Couzy gaf in zijn boek Mijn jaren als bevelhebber zijn visie op de VN-operatie in Bosnië en Herzegovina, waar een Nederlands bataljon de zogenaamde 'safe-area' moest beveiligen om deze enclave met overwegend moslim-bewoners te beschermen tegen de Bosnische Serviërs. Al voor het aannemen van die opdracht had Couzy, en hij niet alleen, sterke twijfels aan de haalbaarheid ervan. Op 27 januari 1994, toen kwartiermakers naar Srebrenica vertrokken, verklaarde Couzy voor camera; "Als de bevolking wordt aangevallen dan is het zelf maximaal dekking zoeken en buiten die strijd blijven". Toen in mei 1995 de Bosnische Serviërs de toegang tot de basis van het bataljon blokkeerden, ontstond daardoor een crisis: er was geen brandstof meer voor de voertuigen, eten werd schaars, soldaten konden niet meer worden afgelost; bovendien wilden volgens Couzy andere militaire VN-afvaardigingen in Bosnië het Nederlandse bataljon niet bevoorraden wegens de risico's, terwijl Nederland zelf nog geen helikopters in Bosnië had. Couzy uit de meeste kritiek op de VN-regels en de uitvoering daarvan door VN-functionarissen, en op de aanpak van minister Voorhoeve. Hij pleitte overste Karremans van het kamp in Srebrenica in zijn boek vrij en noemt het zijn (Couzy's) fout, dat Karremans vlak na het debacle in de openbaarheid kon komen, en zich positief over de Serviërs en hun generaal Ratko Mladić uitliet.

## Publicaties
Mijn jaren als bevelhebber, 1996, uitgeverij L.J. Veen, ISBN 9025408397. Het boek beleefde twee herdrukken.

## Onderscheidingen
- Ridder in de Orde van de Nederlandse Leeuw.
- Officier in de Orde van Oranje-Nassau met de Zwaarden.
- Officierskruis met het cijfer 35.
- Huwelijksmedaille 1966.
- Vierdaagsekruis (6e deelname).
- Vaardigheidsmedaille van het NOC*NSF in goud (6e deelname).
- Kruis van Verdienste van de Koninklijke Vereniging van Nederlandse Reserve-officieren.
- Kruis voor de Tweedaagse Militaire Prestatietocht.
- Commandeur in de Legion of Merit van de Verenigde Staten.
- Officier in de orde van Verdienste van Frankrijk.
- Erekruis van de Duitse krijgsmacht in goud.

 Onderscheidingsteken Hogere Militaire Vorming (HMV) ('Gouden zon‘)